# Fritiof Katter
Leo Fritiof Katter, född 7 juli 1906 i Helsingfors, död 3 augusti 1985 i Högalids församling i Stockholm, var en finländsk-svensk målare och tecknare.
Han var son till frisörmästaren Johannes Albert Katter och Ida Sofia Löfman. Han studerade konst vid den finska Konstakademien 1928–1929 och vid Edward Berggrens målarskola 1946–1948 samt under studieresor till England. Separat ställde han bland annat ut på Södertälje konsthall samt galleri Tre Kvart i Stockholm. Han medverkade några gånger i den Finländska konstföreningens höstutställningar i Helsingfors och De ungas utställning i Helsingfors samt Finlands tecknarförbunds  samlingsutställningar. Hans konst består av porträtt, stilleben och landskapsskildringar utförda i olja, pastell, akvarell samt gouache.